# Willem van Warenne
Willem van Warenne (ca. 1035 - Lewes, 24 mei/juni 1088) was een van de belangrijkste Normandische edelen in Engeland.

## Biografie
Willem was een jongere zoon van Rudolf van Warenne (ca. 1010 - na 1074) en zijn eerste vrouw Beatrix. Het familiebezit lag aan de rivier de Varenne. Via zijn moeder was hij een verre neef van Willem de Veroveraar. In 1054 vocht Willem voor Willem de Veroveraar in de slag bij Mortemer, waar Willem de Veroveraar zijn onafhankelijkheid tegenover de Franse kroon wist te verdedigen. Willem werd rijkelijk beloond uit de geconfisqueerde goederen van Roger van Mortemer, die de Fransen had gesteund.
Willem werd een belangrijke vazal en raadsman van Willem de Veroveraar. Hij vocht mee in de slag bij Hastings en werd door Willem de Veroveraar beloond met grote bezittingen, vooral in Norfolk (graafschap) en Yorkshire. Ook kreeg hij het bestuur van Surrey en werd later benoemd tot graaf van Surrey (earl). Willem en zijn nakomelingen zouden zich echter meestal "earl van Warenne" noemen. Willem was een van de rijkste grootgrondbezitters van zijn tijd. Volgens het Domesday Book had hij een direct inkomen op van 548 pond per jaar terwijl zijn vazallen bij elkaar ook nog een inkomen hadden van bijna 600 pond.
Willem bouwde kastelen in o.a. Lewes, Reigate, Castle Acre en Conisbourgh. Hij was actief in het onderdrukken van de Engelse opstanden na 1066 en vocht ook mee in de Normandische campagnes in Maine rond 1080. In 1088 werd hij dodelijk gewond toen hij opstandelingen belegerde in Pevensey en stierf in de priorij van Lewes, die hij had gesticht. Daar werd hij ook begraven, naast zijn eerste vrouw.

## Huwelijken en kinderen
Willem was in zijn eerste huwelijk getrouwd met Gundrada (ca. 1055, - Castle Acre, Norfolk, 27 mei 1085), zuster van Gerbod, een Vlaams edelman, voogd van de abdij van Sint-Bertinus en earl van Chester (Engeland). Zij kregen de volgende kinderen:
- Willem II van Warenne
- Edith (ovl. na 1155), nam met haar man Gerard van Gournay deel aan de Eerste Kruistocht en toen hij onderweg overleed hertrouwde ze met Dreux van Moncy.
- onbekende dochter, gehuwd met Ernise de Coulonce
- Reinoud (ovl. voor 1118), erfde de Vlaamse bezittingen van zijn moeder en steunde de opstandige hertog Robert Curthose.
- Gundred

Gundrada werd na haar dood begraven in de priorij van Lewes. Haar grafsteen werd hergebruikt in een andere kerk maar werd herkend in 1774. In 1845 werd haar graf en dat van haar man, bij opgravingen gevonden en ze werden in 1847 herbegraven in een speciaal gebouwde kapel op het terrein van de priorij.
Willem hertrouwde met de zuster van Rudolf van Guet maar kreeg bij haar geen kinderen.